# Apex Motor Corporation
Apex Motor Corporation (Apex Motor Car Company hasta 1921) fue una empresa fabricante de automóviles estadounidense con sede en Ypsilanti (Míchigan). Fundada en 1920 y disuelta en 1923, la compañía comercializó los coches de la marca Ace.

## Historia

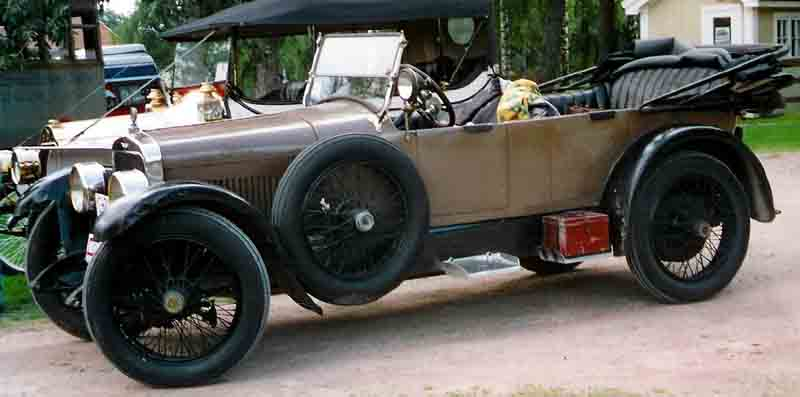
Construido por Stutz, este HCS Serie 4 Tipo 4 de 1923 compartía características estilísticas con el "Ace": grandes guardabarros, estribos, rueda de repuesto lateral y faros cilíndricos

El primer lote de automóviles ensamblados por Apex se envió al distribuidor de Seattle F.E. Earnest, quien tuvo la idea de crear la marca Ace para poder garantizar un suministro constante de automóviles para su concesionario.
La característica más interesante del Ace era su motor Guy Disc-Valve, creado por los ingenieros Fred M. Guy y Otto W. Heinz. Había sido concebido inicialmente como un motor de cuatro cilindros para impulsar el Hackett, pero la empresa se retiró antes de que estuviera listo.
En abril de 1921, Guy y Heinz dejaron Apex Motor Corporation, contando con el apoyo de Apex, para fundar "Guy Disc Valve Motor Co." en Ypsilanti. A mediados de 1921 se comenzó a producir el Modelo H, un turismo con un motor de seis cilindros en línea Herschell-Spillman convencional, con un precio de venta de 2000 dólares. El hombre al mando en Apex era ahora Harry T. Hanover. En 1922 se prescindió del motor Guy. Se agregó a la gama el modelo F "Pup", equipado con un motor Gray-Bell y con un precio de 1295 dólares. Se vendió junto al Modelo L "Scout", equipado con un motor de seis cilindros en línea Hershell-Spillmann más pequeño que el anterior, y el nuevo modelo C "Combat" de gama alta con un motor Continental de seis cilindros y 340 pulgadas cúbicas (5,6 L). Los modelos de seis cilindros aumentaron su precio de 2260 a 3150 dólares.
La mayoría de los coches Ace eran turismos, con algunos convertibles y un "Cupé-Sedán" de 4/5 pasajeros con un aspecto personalizado. La línea "Combat" también incluyó un atractivo deportivo al estilo del Kissel Gold Bug.
Taxi "Diamond Cab"
Apex participó inicialmente en el proyecto de un modelo de taxi denominado Diamond Cab, que también incluía a Gray Motor Corp., y a Guy Disc Valve Motor Co. En unos pocos meses, estos planes quedaron obsoletos, cuando el proyecto Diamond Cab pasó a tener nuevos propietarios,  propiciando la construcción de un taxi producido por Elcar y de otro fabricado por Driggs Ordnance & Manufacturing Corp..
La producción de automóviles Ace terminó con los modelos para el año 1922. La producción total fue de 256 coches.
Apex Corp. fue vendida a American Motor Truck Company de Newark (Ohio), en 1922. Durante un corto tiempo, Apex construyó carrocerías de autobús en su nuevo emplazamiento, pero pronto cerró para siempre.

## Modelos Ace
| Año  | Modelo(s)            | Nº Cil. | Cilindrada c.i./cm³ | Potencia bhp/kW | Motor              | Batalla in/mm | Carrocería              | Precio ($) |
| ---- | -------------------- | ------- | ------------------- | --------------- | ------------------ | ------------- | ----------------------- | ---------- |
| 1920 | Six Model T          | S6      |                     | 57/42,5         | Guy Disc Valve     | 115/2921      | Turismo                 |            |
| 1921 | Rotary Six Model G   | S6      |                     | 57/42,5         | Guy Disc Valve     | 123/3124      | Turismo                 |            |
| 1921 | Rotary Six Model G   | S6      |                     | 57/42,5         | Guy Disc Valve     | 123/3124      | Cupé                    |            |
| 1921 | Six Model H          | S6      | 288.6 4730          | 68/50,7         | Herschell-Spillman | 117/2972      | Turismo                 | 2050       |
| 1921 | Six Model L          | S6      | 248,9 4078          | 59/44,0         | Herschell-Spillman | 117/2972      | Turismo 5 asientos      |            |
| 1921 | Six                  | S6      | 248,9 4078          | 59/44,0         | Herschell-Spillman | 117/2972      | Cupé-Sedán 4-5 asientos |            |
| 1922 | Pub Model F 34-40    | S4      | 192,4 3153          | 43/32,1         | Gray-Bell          | 114/2896      | Turismo 5 asientos      | 1295       |
| 1922 | Pub Model F 34-40    | S4      | 192,4 3153          | 43/32,1         | Gray-Bell          | 114/2896      | Roadster 2 asientos     | 1295       |
| 1922 | Pub Model F          | S4      | 192,4 3153          | 43/32,1         | Gray-Bell          | 114/2896      | Cupé-Sedán 4-5 asientos | 1295       |
| 1922 | Scout Model L 30-60  | R6      | 248,9 4078          | 59/44,0         | Herschell-Spillman | 117/2972      | Turismo 5 asientos      | 2260       |
| 1922 | Scout Model L 30-60  | S6      | 248,9 4078          | 59 /44,0        | Herschell-Spillman | 117/2972      | Roadster 2 asientos     | 2260       |
| 1922 | 35-70                | S6      | 288.6 4730          |                 | Herschell-Spillman | 117/2972      | Cupé-Sedán              |            |
| 1922 | Combat Model C 35-80 | S6      | 340,6 5582          | 77/57,4         | Continental        | 120/3048      | Turismo 5 asientos      | 2975       |
| 1922 | Combat Model C 35-80 | S6      | 340,6 5582          | 77/57,4         | Continental        | 120/3048      | Roadster 2 asientos     | 2975       |
| 1922 | Combat Model C 35-80 | S6      | 340,6 5582          | 77/57,4         | Continental        | 120/3048      | Speedster 3 asientos    | 3150       |

El modelo L de 1921 y el 35-70 de 1922 son mencionados por una sola fuente. Mientras que el "L" parece una variante más pequeña del "Modelo H", el "35-70" posiblemente no era más que un 1920 "Model H" Cupé-Sedán con otro nombre.
Actualmente no se conserva ningún automóvil Ace. De hecho, el Museo del Patrimonio Automotriz de Ypsilanti ofreció una recompensa de 5000 dólares para quien pudiera ofrecer una evidencia que permitiera localizar uno de estos automóviles. Aunque el museo continúa buscando un Ace, la recompensa expiró en 2003 con la muerte del cofundador del museo, Skip Ungrodt.